# Соколовський Володимир Євсейович
Соколо́вський Володи́мир Євсе́йович (*5 грудня 1946) — колишній міський голова міста Черкас, колишній голова Черкаського обласного територіального відділення Антимонопольного комітету України.
Закінчив Черкаську ЗОШ №15. Обраний головою міськвиконкому Черкас у 1990 році. В 1991 році виступав проти утворення в Черкасах комерційних телерадіокомпаній (наприклад, «Вікка»). За період головування в Черкасах мав плани благоустрою міста. Хотів відродити проект зі створення мікрорайону Черкаси-2, розроблений ще 1984 року, а вулицю Хрещатик перетворити у пішохідну зону. 28 жовтня 1992 року подав у відставку з посади голови міськвиконкому, пояснивши це поганим станом здоров'я.
У 2000 році став членом Міжвідомчої координаційної ради Черкаської облдержадміністрації з питань регулювання виробництва та реалізації спирту, алкогольних напоїв і тютюнових виробів. 2008 року переміг в обласній акції «Созидатель» в номінації «чиновник-творець, що сприяє розвитку підприємництва краю».